# جزر رقيق الثمار
جزر رقيق الثمار (الاسم العلمي:Daucus leptocarpus) هو نوع غير مؤكد من النباتات يتبع جنس الجزر من الفصيلة الخيمية.